# Kinderabendmahl
Unter Kinderabendmahl versteht man die Zulassung von Kindern zur Teilnahme an der Feier des Abendmahls. 
In den evangelischen Landeskirchen gibt es die Zulassung von Kindern zum Abendmahl seit den 1970er Jahren. Sie ist bis heute umstritten und wird innerhalb der Landeskirchen unterschiedlich gehandhabt. Häufig spricht man auch vom „Abendmahl für alle Getauften“, um dem Missverständnis vorzubeugen, das Abendmahl werde gesondert an Kinder gereicht.

## Entwicklung
Seit etwa 1970 gab es in den evangelischen Kirchen in Deutschland eine lebhafte Diskussion um die Wiedergewinnung des Abendmahls. Sie ist eng mit der Feier des Abendmahls auf den Kirchentagen verbunden. 
Vorher war die Feier des Abendmahls in der evangelischen Theologie sehr eng mit dem Buß- und Sühnegedanken verknüpft. In sehr vielen Gemeinden wurde daher das Abendmahl nur zweimal im Jahr, am Karfreitag und am Buß- und Bettag, nach einer Beichte gefeiert. 
Im Laufe der Diskussion über das Abendmahl gewannen andere Aspekte wieder an Bedeutung: Die Feier der Gemeinschaft, die Einladung Gottes an alle Christen, Schöpfungslob, Gedächtnismahl. In diesem Zusammenhang wurde die Frage nach der Berechtigung des Ausschlusses der Kinder vom Abendmahl gestellt. Es spielen ähnliche Argumente eine Rolle, wie bei der Diskussion um die Kindertaufe. In vielen evangelischen Kirchen wurde in der Folge die Einladung ausgesprochen worden, auch Kinder mögen am Abendmahl teilnehmen.

## Theologische Diskussion
Ein wichtiges Argument gegen das Kinderabendmahl war stets: Kinder begriffen die Bedeutung des Abendmahls nicht. Erst mit der Konfirmation seien sie hinreichend informiert, um zum Abendmahl zugelassen zu werden. Dagegen spricht, dass zum einen das Abendmahl niemals vollständig mit dem Verstand begriffen werden kann, sondern stets ein Geheimnis bleibt. Zum anderen könnten Kinder sehr wohl auf eine ihnen entsprechende Weise begreifen, dass das Abendmahl sich von einer gewöhnlichen Mahlzeit unterscheide. Weiter würde ein Beharren auf dem Vernunftargument bedeuten, dass z. B. auch geistig Behinderte oder Demenzkranke nicht am Abendmahl teilnehmen dürften.
Wenn die Einladung Gottes zum Abendmahl allen Christen gelte, dann bedeute dies, dass der Ausschluss eines Christen dessen vollwertiges Christsein in Frage stelle. Wo Kirchen die Kindertaufe praktizierten, ginge damit in der Regel aber die Auffassung einher, dass diese Kinder bereits mit der Taufe ganze Christen sind. Ihr Ausschluss vom Abendmahl sei von daher nicht zu rechtfertigen.
Auch die Befürchtung, die Abkoppelung der Abendmahlszulassung von der Konfirmation könne diese entwerten, scheint sich so nicht bewahrheitet zu haben. Zum einen behält die Konfirmation noch insoweit Bedeutung, als der Konfirmierte erstmals in eigener Verantwortung am Abendmahl teilnimmt, zum anderen gewinnt sie als Taufbestätigung wieder stärkeres Gewicht.
Bei der Teilnahme von Kindern am Abendmahl wird vorausgesetzt, dass die Kinder von ihren Eltern oder anderen Personen in einer altersgemäßen Weise an das Verständnis des Abendmahls herangeführt werden. In der Praxis ist die Zulassung der Kinder zum Abendmahl meist mit der Verwendung von Traubensaft statt Wein bei der Abendmahlsfeier verbunden. Neue Nahrung erhält die Diskussion durch den ökumenischen Dialog, da die Ostkirchen sogar Säuglinge schon zum Empfang der Eucharistie unter beiderlei Gestalt zulassen, die Katholiken zumindest etwas ältere Kinder, siehe dazu Erstkommunion.